# 3 oktoberfeest
Ne doit pas être confondu avec Oktoberfest.

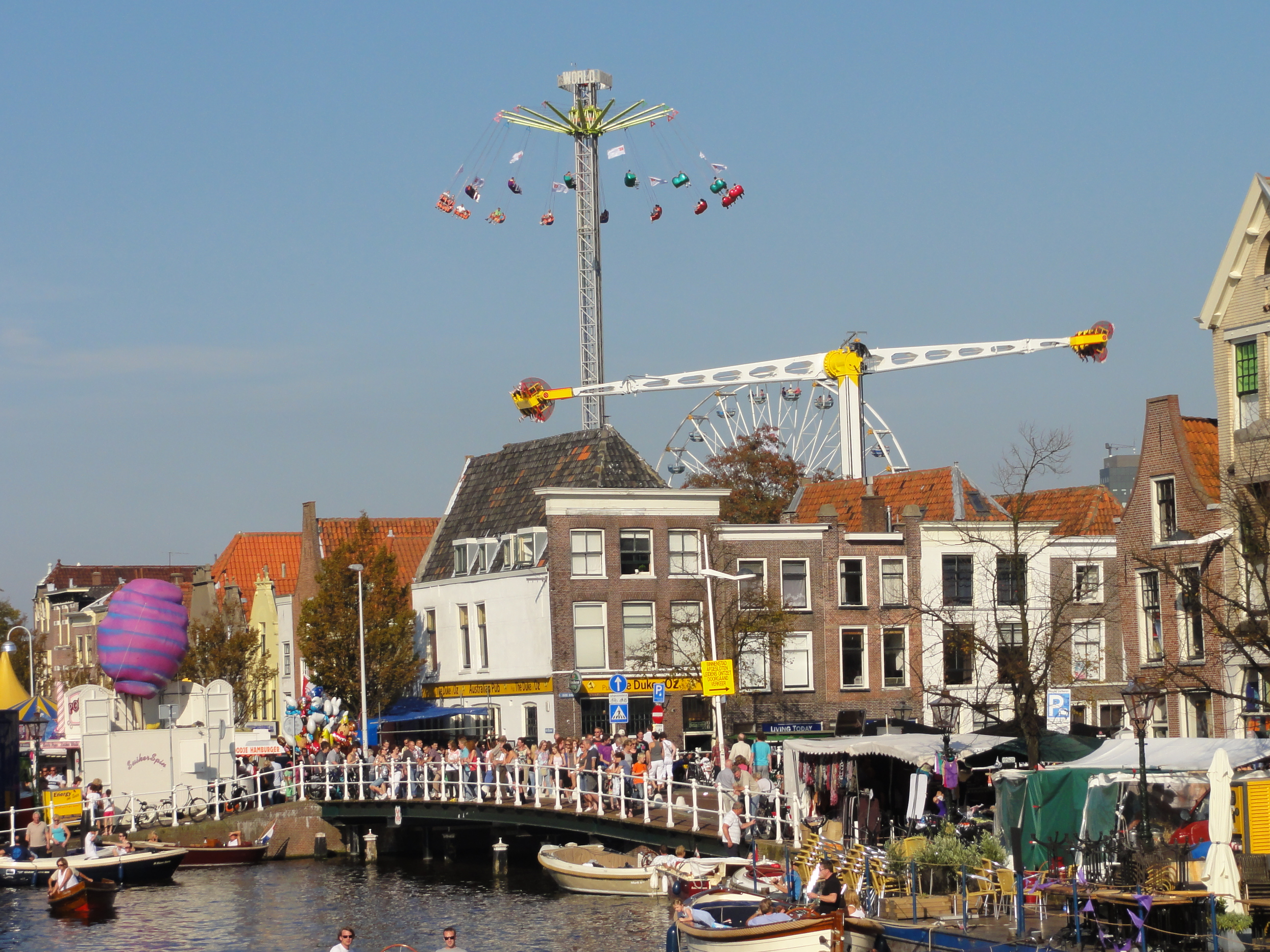
La ville de Leyde en fête le 3 octobre 2013.

La fête du 3 octobre, en néerlandais 3 oktoberfeest a lieu tous les ans le 3 octobre à Leyde depuis 1886, en mémoire de la fin du siège de la ville en 1574.

## Organisation
La société organisatrice des événements est fondée le 13 mai 1886. Le 3 octobre est un jour généralement férié pour les élèves, les étudiants et les travailleurs dans Leyde et ses environs. Si le 3 octobre tombe un dimanche, le 4 devient férié.

## Traditions
Le festival comporte de nombreuses traditions. Un défilé de musique, ou tatoo,  est organisé par beaucoup d'associations. les célébrations sont diffusées à la radio, la télévision et par internet. Le hareng et le pain blanc sont offerts sur la place Waag. Lors de la libération de la ville en 1574, ces aliments avaient en effet été apportés par les gueux de mer.  Un service a lieu à l'église de st. Pierre. Des défilés et feux d'artifice sont également organisés. On mange un  Hutspot avec de la viande ou des saucisses, qui aurait, selon la tradition, été découvert lors du pillage du camp espagnol par un garçon de la ville.
Au cours du 350e anniversaire du siège de Leyde, le 3 octobre 1924, la Reine Wilhelmine inaugure un monument en l'honneur des héros de 1574. Le monument porte les effigies du Prince Guillaume Ier d'Orange-Nassau, Jan van de Hout, Janus Dousa et Louis de Boisot

## Galerie

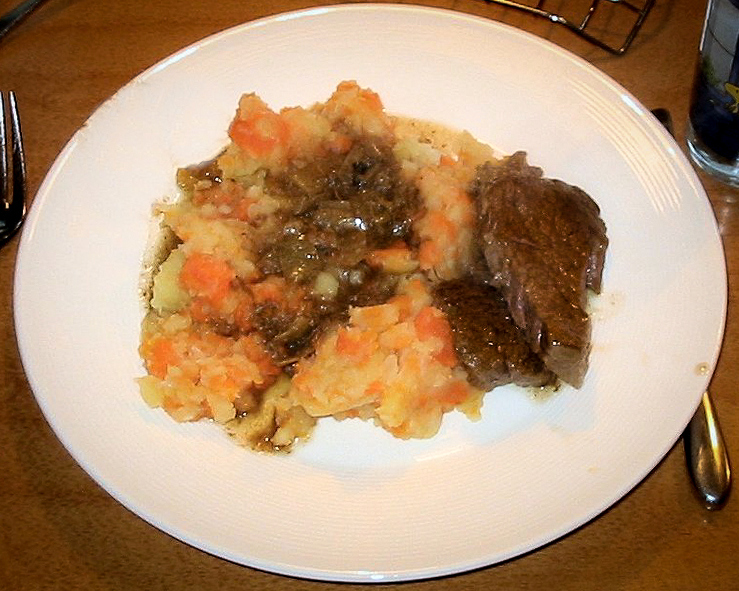
Hutspot.
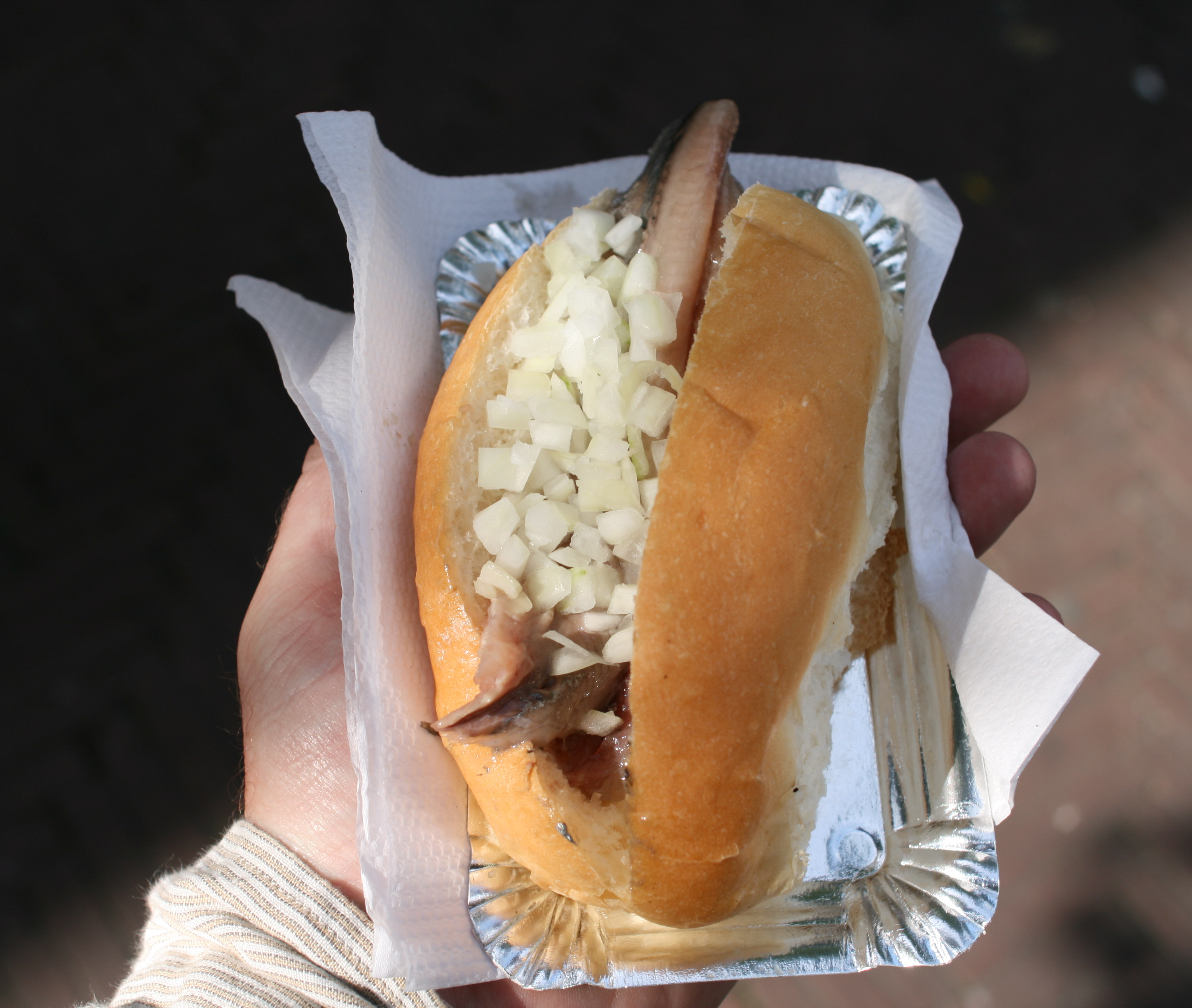
Le hareng et le pain blanc, avec des oignons.
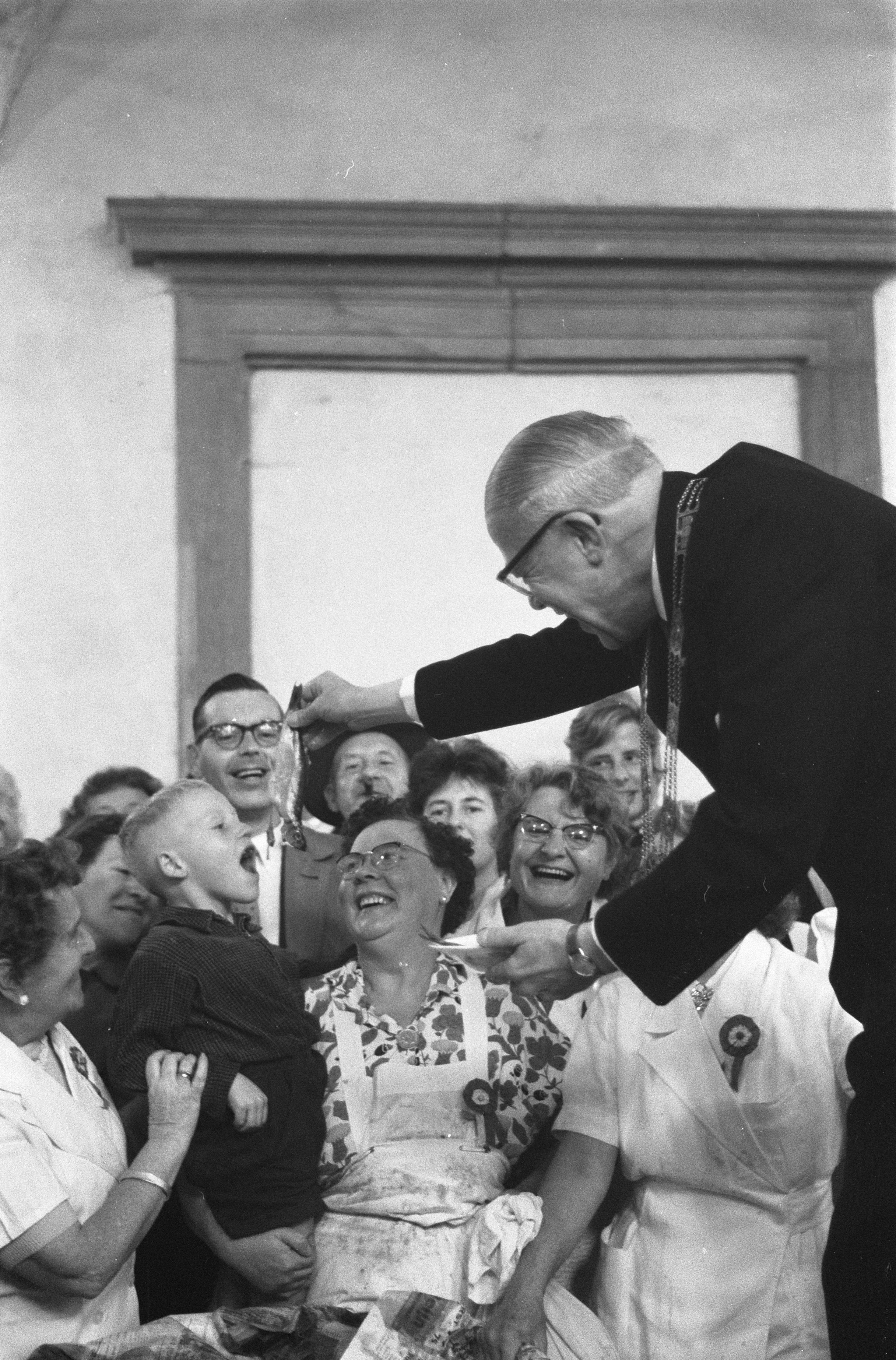
Le bourgmestre Van Kinschot distribue du hareng, 1960.
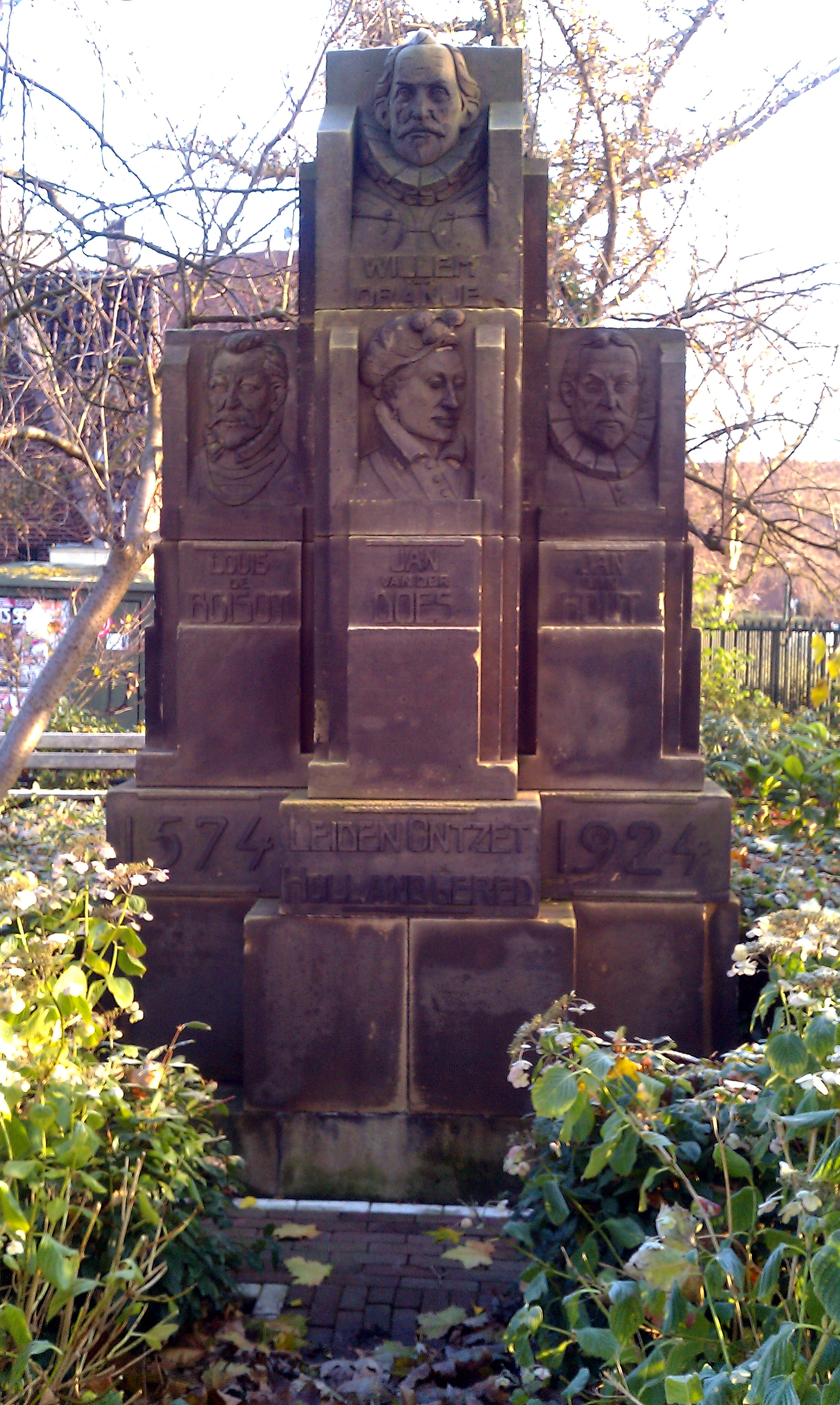
Monument commémorant la fin du siège, 1924.
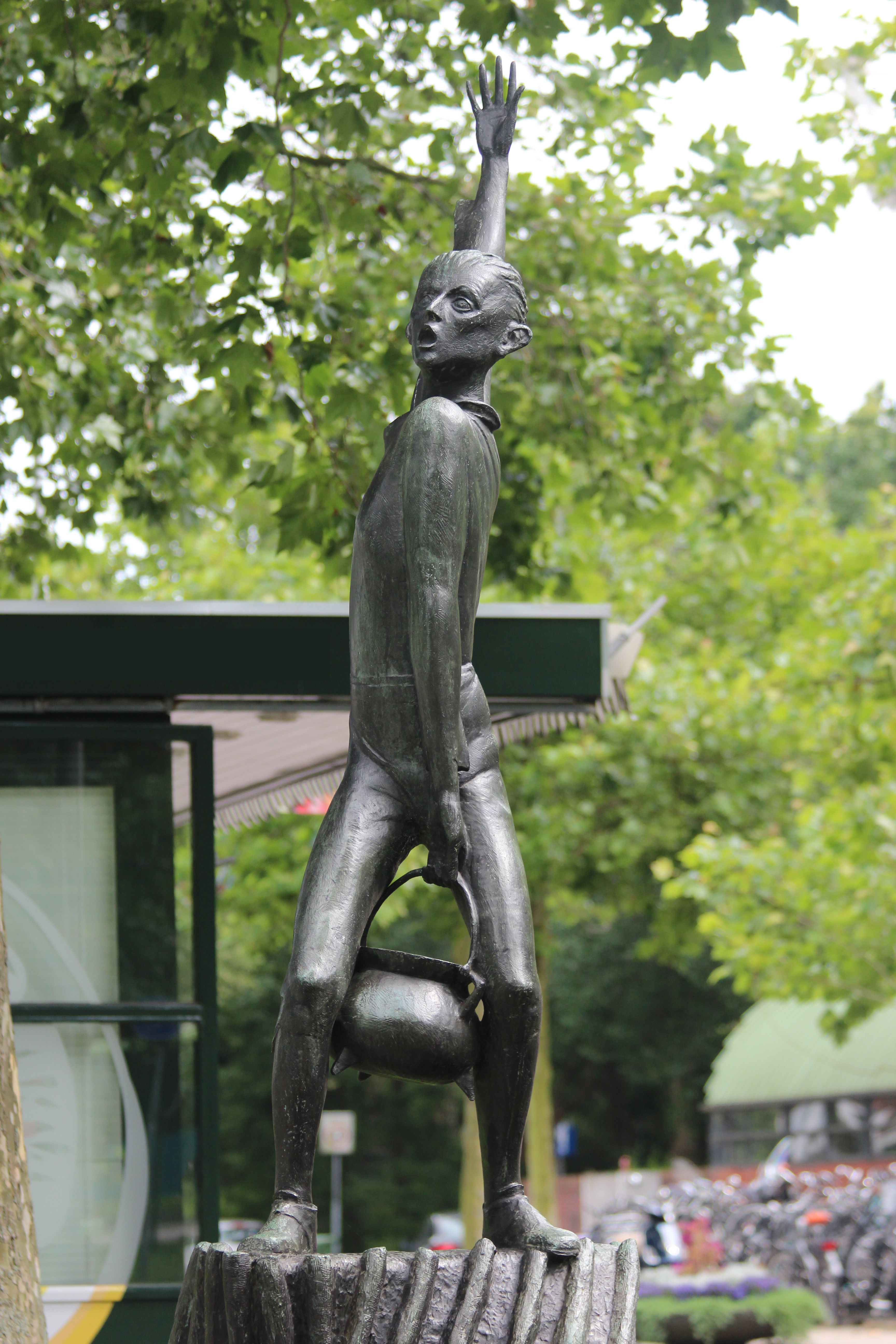
Une statue commémorant l'origine du hutspot, par Cornelis Joppenszoon.
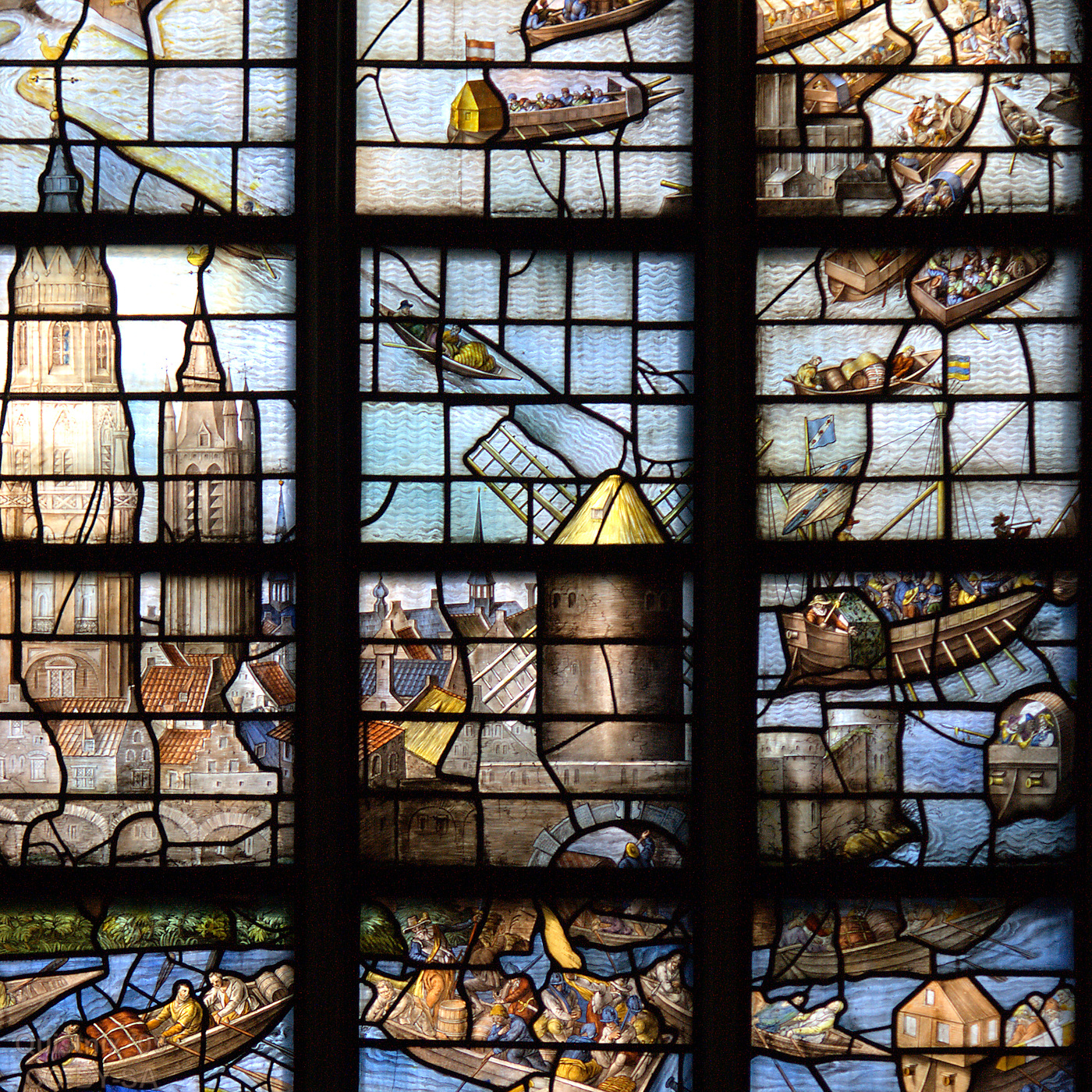
Vitrail représentant la libération de Leyde.
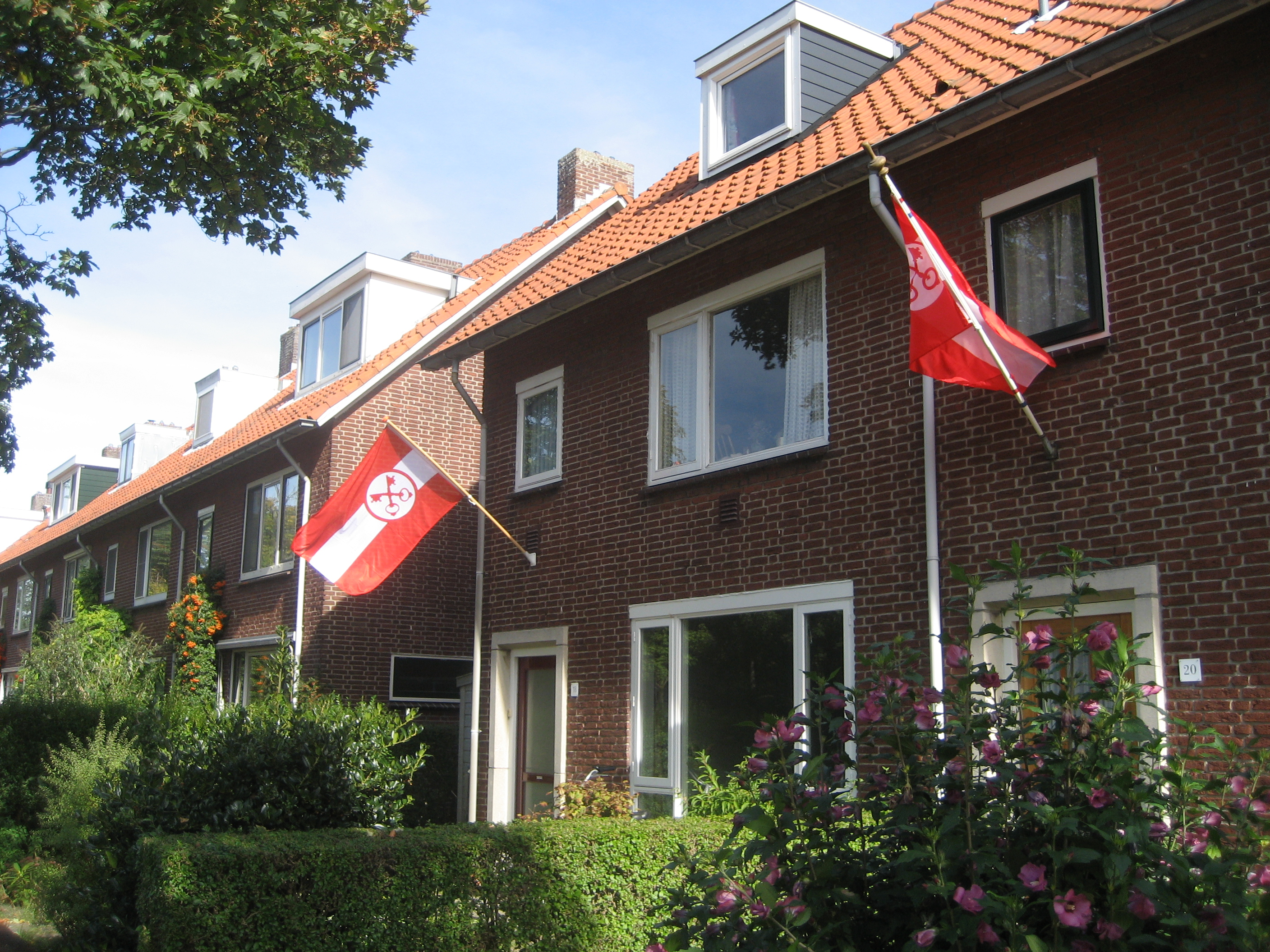
Le drapeau de Leyde flotte pour le 3 octobre 2013.